# كاران
كاران هو ممثل هندي، ولد في 19 أغسطس 1969 في الهند.

## وصلات خارجية
- كاران على موقع IMDb (الإنجليزية)
- كاران على موقع قاعدة بيانات الفيلم (الإنجليزية)